# 진먼현
진먼현(중국어 정체자: 金門縣, 병음: Jīnmén Xiàn, 한자음: 금문현)은 중화민국 푸젠성(福建省)에 있는 행정구역으로, 성(省) 정부의 청사가 위치하고 있다. 현의 영역은 진먼섬(金門島)과 그 부속도서로 이루어져 있다. 타이완과는 약 210km에 달하며, 오히려 중국공산당의 영토인 중국 대륙에서 불과 1.8km의 거리로 매우 가깝다. 마쭈 열도(馬祖列島)와 함께 진마 지구(金馬地區)로도 불린다.

## 역사
한때 정성공(鄭成功)의 반청복명(反淸復明)의 기지였다. 청일전쟁으로 일본제국이 점령했다. 1915년에 독립된 현이 되었다. 1949년 말 중국 공산당은 중국 대륙의 대부분을 석권하고 중화인민공화국을 선포하였으나 양 측이 이 섬의 지배를 둘러싸고 격돌한 고령두 전투(1949.10.24 - 10.26)에서 공산당 측이 대패하여 이 섬에 대한 국민당의 지배가 굳어졌다. 중국인민해방군과의 전투를 이유로 1956년 7월부터 진마(金馬, 금마) 지구에 군정(軍政)이 실시되었다.

### 진먼 포격전
1958년 8월 23일부터 10월 5일까지 중국 인민해방군이 무려 47만발에 이르는 포탄을 이 섬에 쏟아부었으나, 중화민국 국군에 패하였다. 이 후에도 중국 인민해방군의 진먼섬에 대한 포격은 1978년까지 20년 간 계속되었다. 진먼섬은 분단국가인 중화민국 정부의 최전방 지역으로, 마쭈 열도와 함께 섬 전체가 군사적으로 요새화되었다.

### 현재
1992년 11월 7일 진마지구에 대한 계엄령이 해제된 이후, 삼통정책의 영향으로 중화인민공화국의 관광객이 많이 방문해 섬의 경제에 도움을 주고 있으며, 2004년부터는 해협 대안의 샤먼과의 사이에 정기 항로가 통하고 있다.
진먼 포격전에 사용된 포탄의 탄신은 매우 단단한 경금속으로 이루어져 있어서 진먼섬의 주민들은 이를 재활용하여 식칼을 만들고 있는데, 이 칼은 진먼을 대표하는 특산품이다.

## 지리
주룽강 하구와 샤먼만 입구를 바라보는 진먼섬, 례위섬("샤오진먼섬"이라고도 함), 다단섬, 얼단섬 등 총 12개의 섬으로 구성되어 있다. 총 면적은 150.3397 km2이다. 중화인민공화국측의 샤먼시와는 바다를 사이에 두고 접한다. 중화인민공화국 지배 지역과 불과 1.8 km 거리로, 국공 내전과 분단 이후 1978년까지 양안 사이의 군사대립에서 중화민국 정부의 최전방이었다.
이 곳은 아열대 해양성 기후에 속하고, 4월부터 9월에 걸쳐 가장 강수량이 많다. 연평균 강수량은 1089.4mm이고 연평균 기온은 21 °C이다. 지질은 화강암이 주를 이루어, 농업에는 적합하지 않다.
| 진먼현의 기후                                          | 진먼현의 기후 | 진먼현의 기후 | 진먼현의 기후 | 진먼현의 기후 | 진먼현의 기후 | 진먼현의 기후 | 진먼현의 기후 | 진먼현의 기후 | 진먼현의 기후 | 진먼현의 기후 | 진먼현의 기후 | 진먼현의 기후 | 진먼현의 기후   |
| 월                                                     | 1월           | 2월           | 3월           | 4월           | 5월           | 6월           | 7월           | 8월           | 9월           | 10월          | 11월          | 12월          | 연간            |
| ------------------------------------------------------ | ------------- | ------------- | ------------- | ------------- | ------------- | ------------- | ------------- | ------------- | ------------- | ------------- | ------------- | ------------- | --------------- |
| 역대 최고 기온 °C (°F)                                 | 26.2 (79.2)   | 28.1 (82.6)   | 31.6 (88.9)   | 32.1 (89.8)   | 37.8 (100.0)  | 38.4 (101.1)  | 39.1 (102.4)  | 39.1 (102.4)  | 38.2 (100.8)  | 36.7 (98.1)   | 33.3 (91.9)   | 27.5 (81.5)   | 39.1 (102.4)    |
| 일평균 최고 기온 °C (°F)                               | 16.6 (61.9)   | 16.8 (62.2)   | 20.1 (68.2)   | 23.2 (73.8)   | 26.1 (79.0)   | 29.5 (85.1)   | 32.1 (89.8)   | 32.2 (90.0)   | 30.7 (87.3)   | 27.6 (81.7)   | 23.8 (74.8)   | 19.7 (67.5)   | 24.9 (76.8)     |
| 일일 평균 기온 °C (°F)                                 | 12.6 (54.7)   | 13.0 (55.4)   | 15.1 (59.2)   | 19.3 (66.7)   | 23.1 (73.6)   | 26.3 (79.3)   | 28.4 (83.1)   | 28.5 (83.3)   | 26.6 (79.9)   | 23.6 (74.5)   | 19.4 (66.9)   | 15.5 (59.9)   | 21.0 (69.7)     |
| 일평균 최저 기온 °C (°F)                               | 10.0 (50.0)   | 10.1 (50.2)   | 12.2 (54.0)   | 16.4 (61.5)   | 20.8 (69.4)   | 23.9 (75.0)   | 25.9 (78.6)   | 25.6 (78.1)   | 24.3 (75.7)   | 20.9 (69.6)   | 16.8 (62.2)   | 12.8 (55.0)   | 18.3 (64.9)     |
| 역대 최저 기온 °C (°F)                                 | 1.3 (34.3)    | 4.1 (39.4)    | 4.2 (39.6)    | 8.2 (46.8)    | 12.8 (55.0)   | 16.6 (61.9)   | 23.0 (73.4)   | 22.9 (73.2)   | 20.0 (68.0)   | 14.1 (57.4)   | 9.5 (49.1)    | 3.2 (37.8)    | 1.3 (34.3)      |
| 평균 강수량 mm (인치)                                  | 34.7 (1.37)   | 63.5 (2.50)   | 92.3 (3.63)   | 118.3 (4.66)  | 139.8 (5.50)  | 154.2 (6.07)  | 127.6 (5.02)  | 156.3 (6.15)  | 116.4 (4.58)  | 38.6 (1.52)   | 23.5 (0.93)   | 24.2 (0.95)   | 1,089.4 (42.88) |
| 평균 상대 습도 (%)                                     | 74.4          | 76.6          | 78.4          | 82.6          | 83.1          | 83.8          | 81.4          | 80.3          | 78.4          | 72.4          | 71.2          | 73.5          | 78.0            |
| 평균 월간 일조시간                                     | 124.6         | 98.3          | 96.2          | 113.2         | 138.4         | 182.8         | 246.1         | 227.1         | 188.2         | 187.1         | 150.3         | 151.0         | 1,903.3         |
| 출처 1: 진먼현 농업시험소                              |               |               |               |               |               |               |               |               |               |               |               |               |                 |
| 출처 2: 중화민국 교통부 중앙기상국 (극값, 2004년~현재) |               |               |               |               |               |               |               |               |               |               |               |               |                 |

## 행정 구역

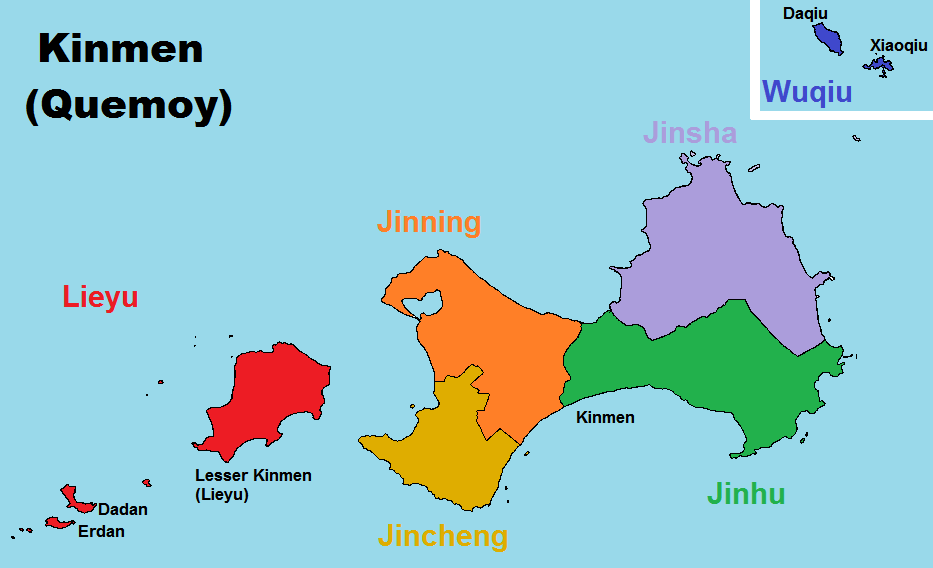
진먼현의 행정 구역

- 진청진(金城鎭) - 현청 및 중화민국 푸젠성(福建省) 정부 임시소재지
- 진사진(金沙鎭)
- 진후진(金湖鎭)
- 진닝향(金寧鄉)
- 례위향(烈嶼鄉)
- 우추향(烏坵鄉)

## 교통
진먼섬의 진먼 공항(金門空港)에서 가오슝(高雄)·타이난(臺南)·타이베이(臺北)·타이중(臺中) 등 타이완섬의 주요 도시를 오가는 정기 항공편이 운항되고 있다.
진먼섬과 례위섬(烈嶼)을 오가는 배편이 있고, 삼통정책에 따라 진먼섬에서 인접한 중화인민공화국의 샤먼(廈門) 및 취안저우(泉州)를 오가는 배편도 있다. 다만 우추향과는 직접 오가는 교통편이 없다.

## 인구
| 연도 | 인구    | ±%     |
| --- | ------- | ------ |
| 1985 | 48,846  | —      |
| 1990 | 42,754  | −12.5% |
| 1995 | 47,394  | +10.9% |
| 2000 | 53,832  | +13.6% |
| 2005 | 76,491  | +42.1% |
| 2010 | 97,364  | +27.3% |
| 2015 | 132,799 | +36.4% |
| Source:“Populations by city and country in Taiwan”. Ministry of the Interior Population Census. 2017년 12월 16일에 원본 문서에서 보존된 문서. 2021년 2월 6일에 확인함. |         |        |

## 섬의 풍경

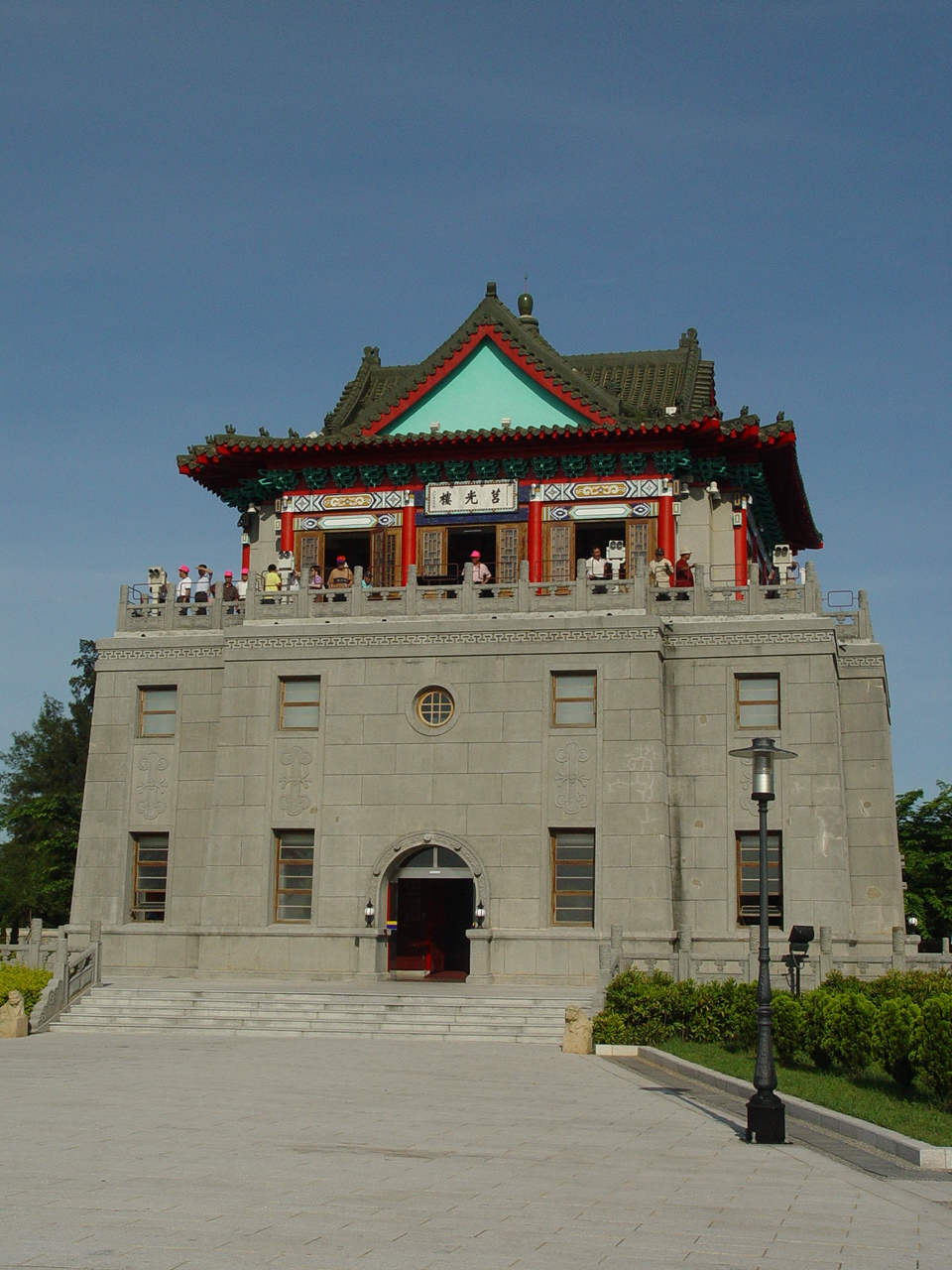
거광루(莒光樓)
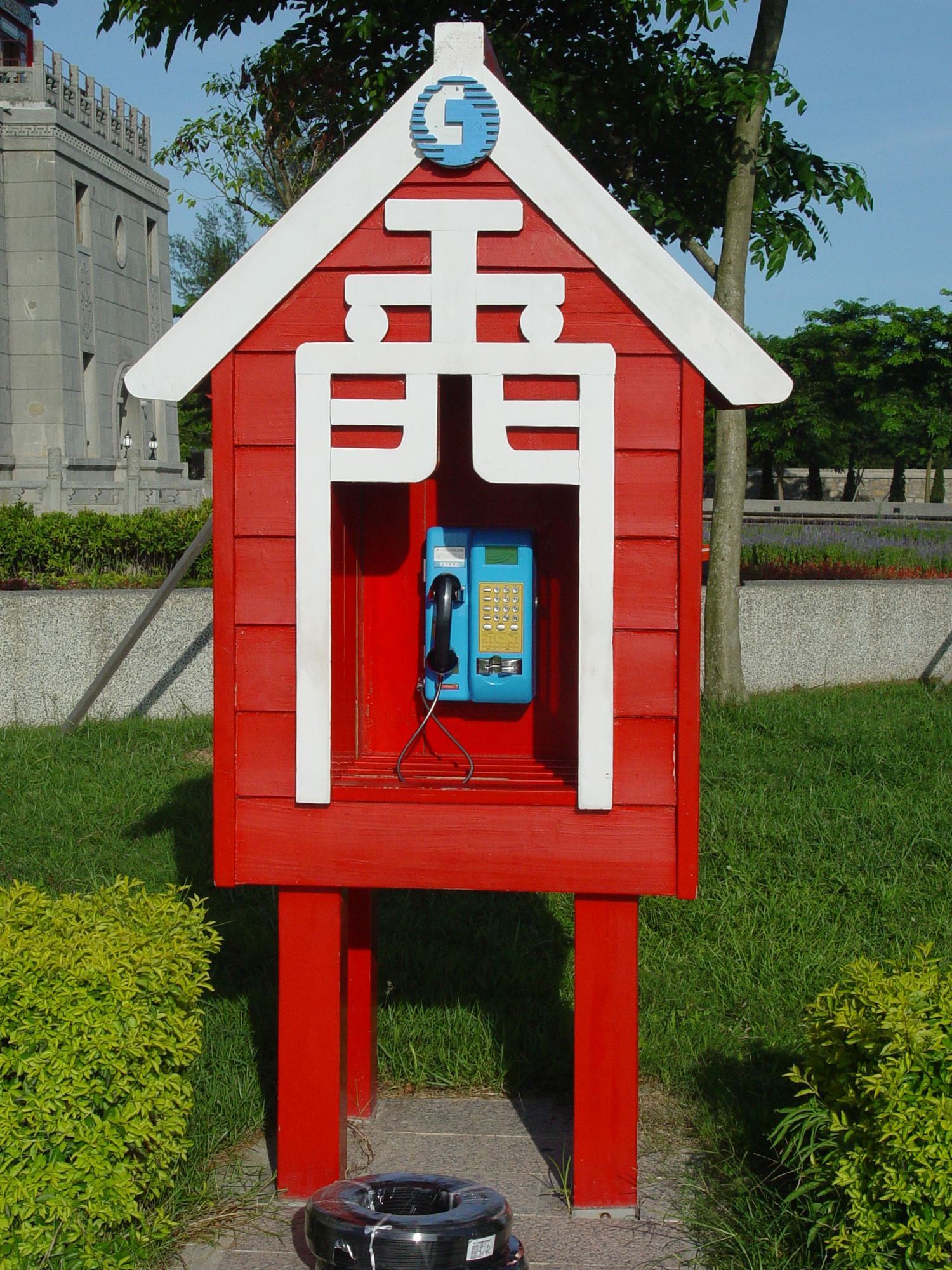
거광루 앞에 있는 공중전화
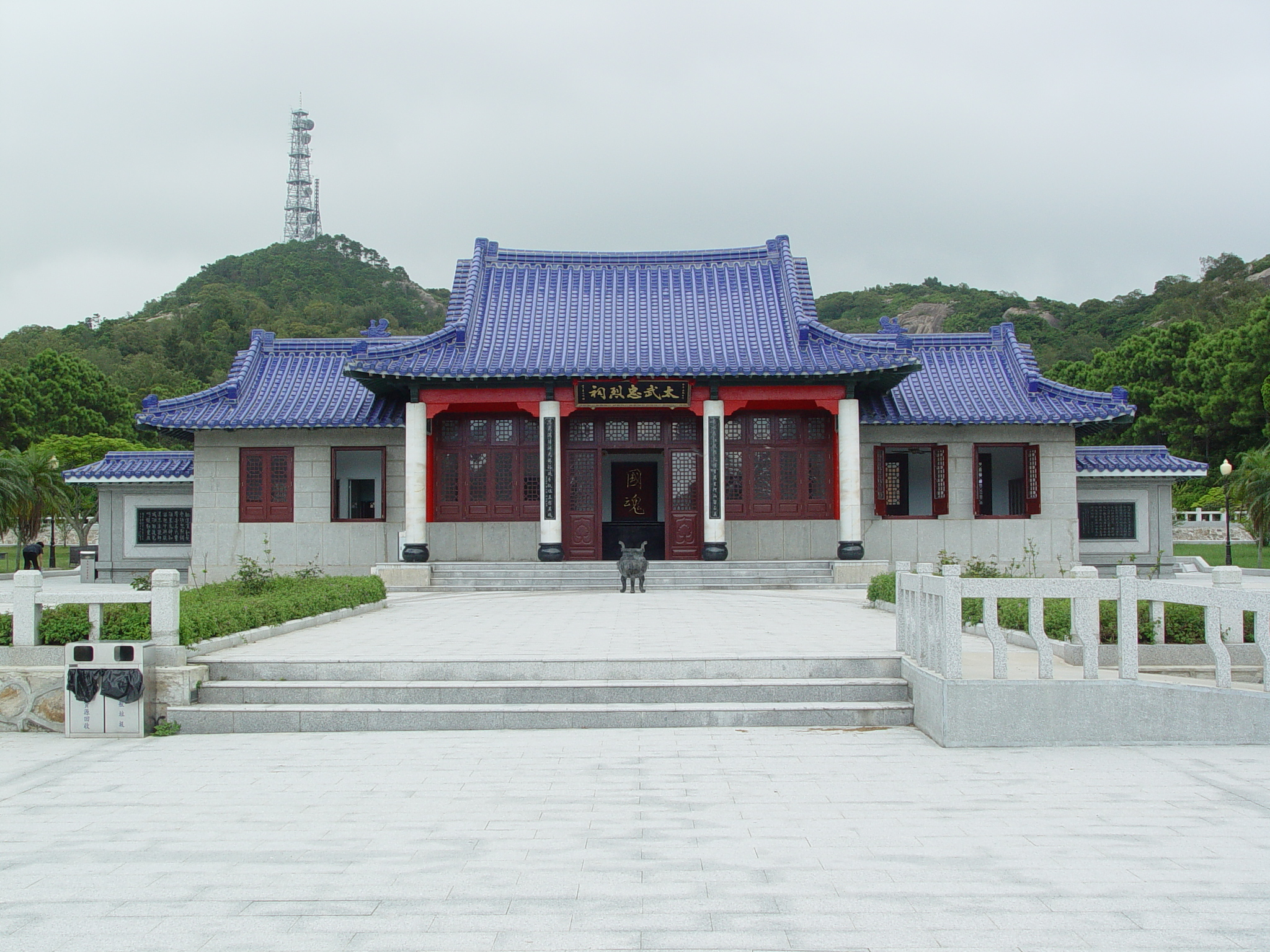
태무충렬사(太武忠烈祠)
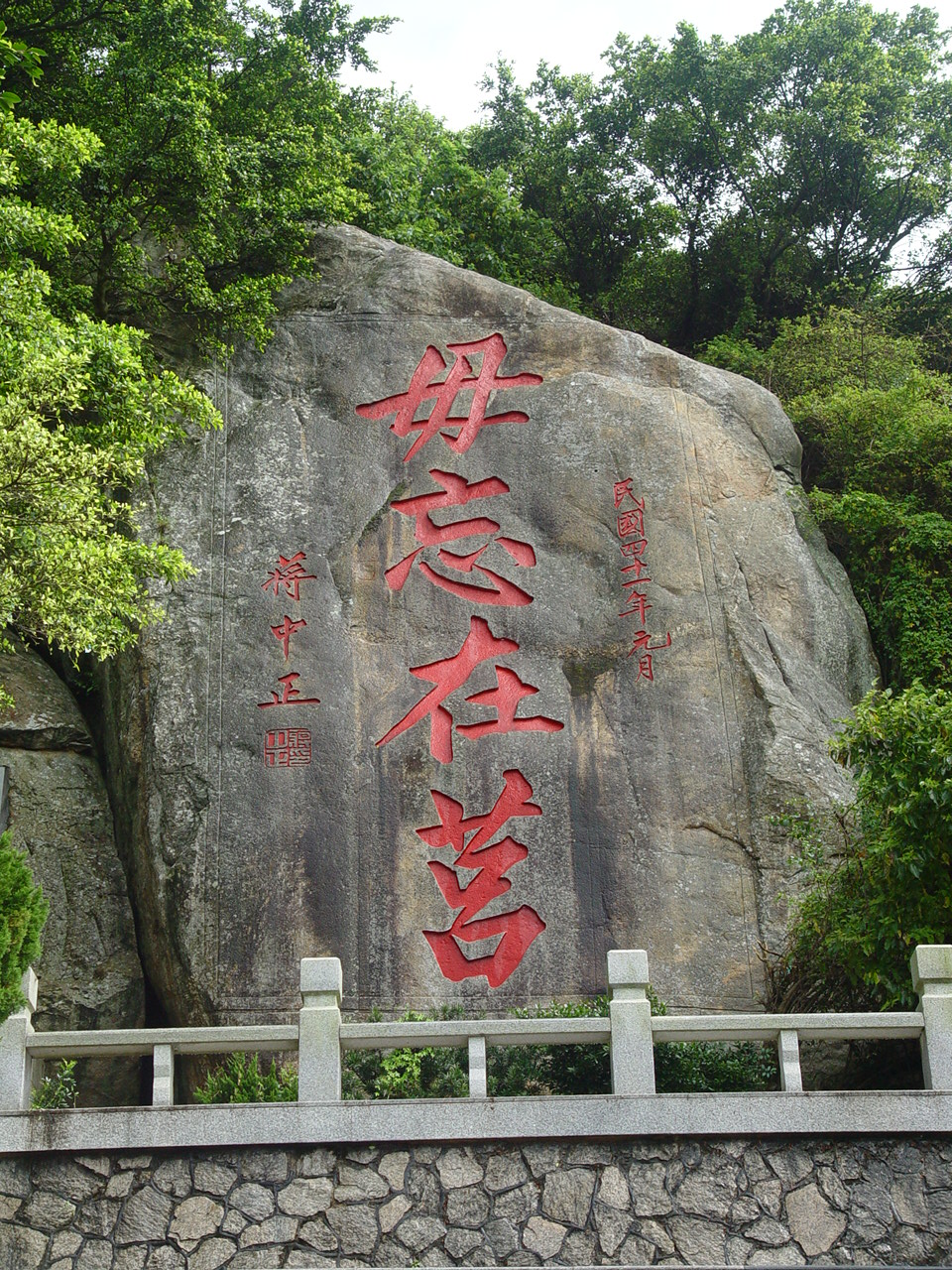
무망재거(毋忘在莒: 莒 땅에 있음을 잊지 말라)
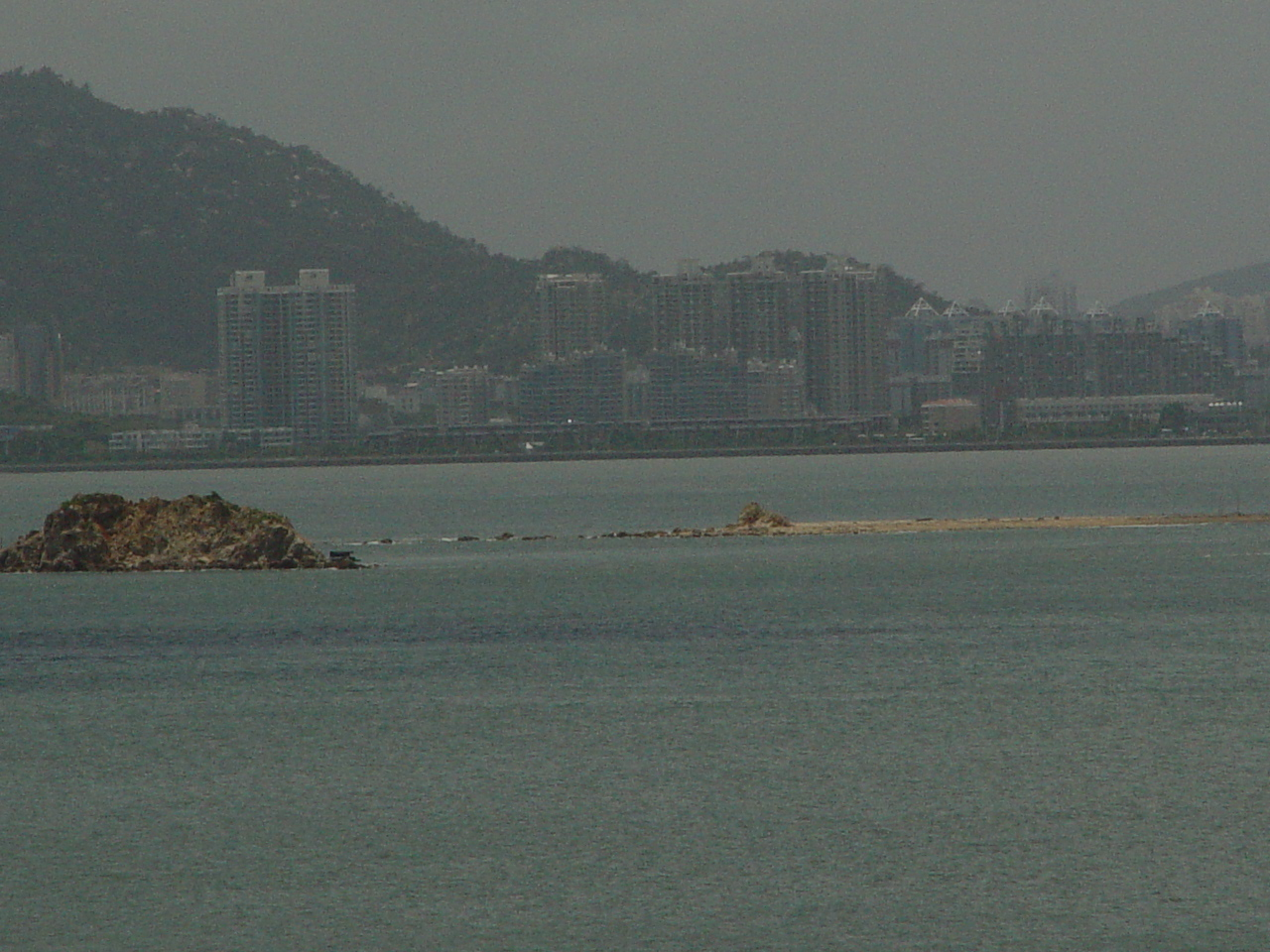
소금문도에서 내려다본 하문(廈門)
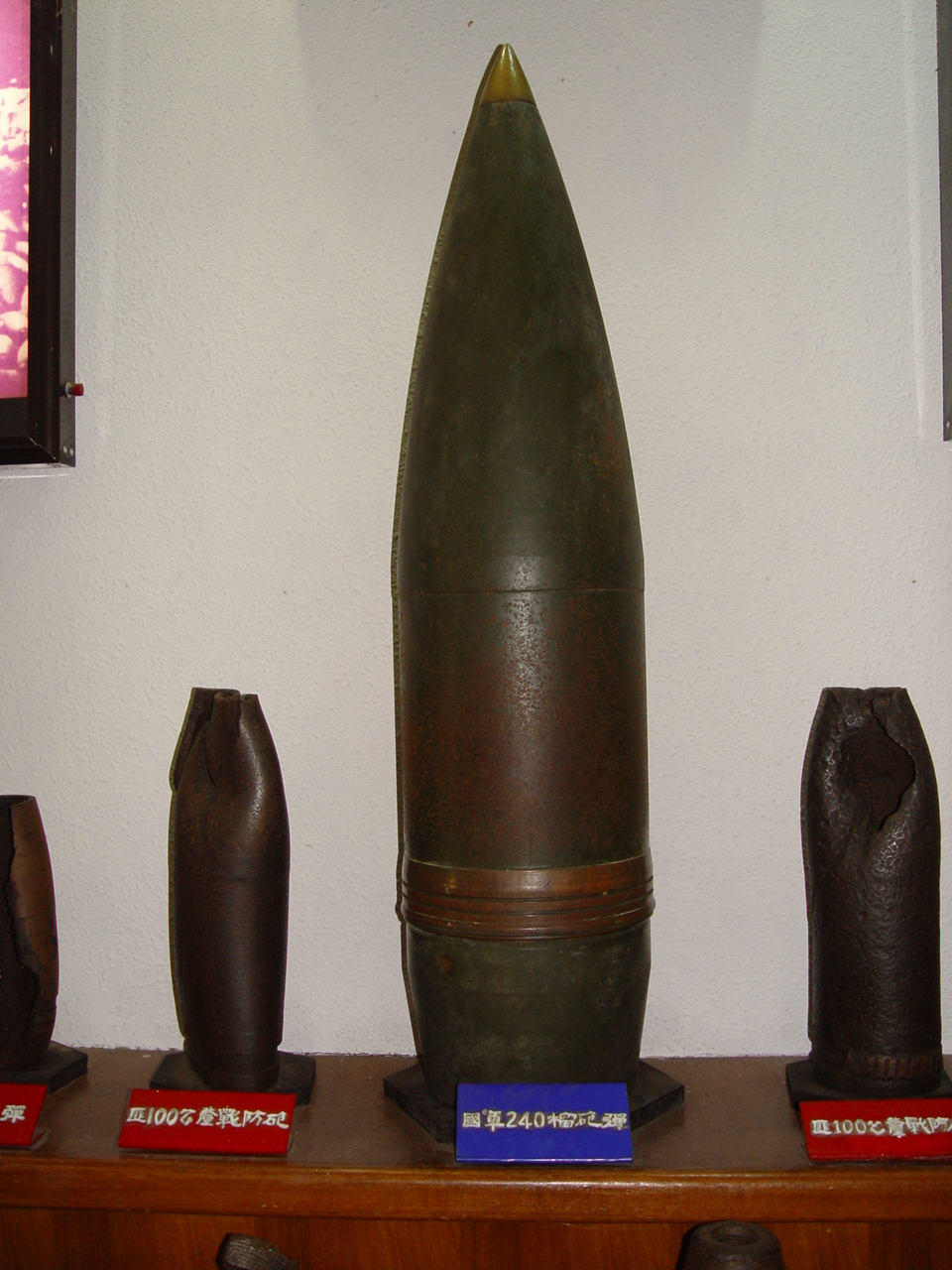
중화민국 최대의 포탄.
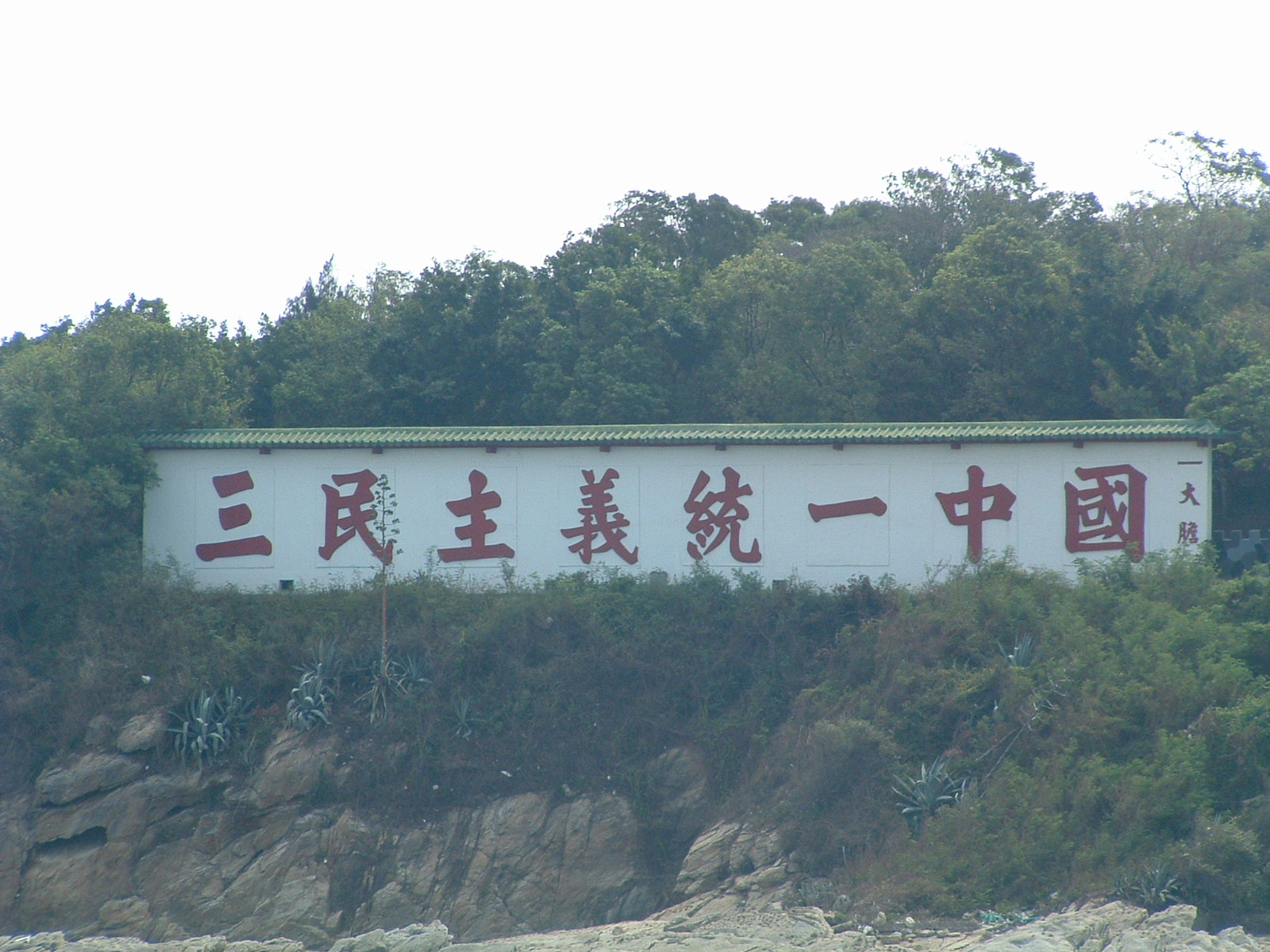
"삼민주의로 중국을 통일하자"는 표어
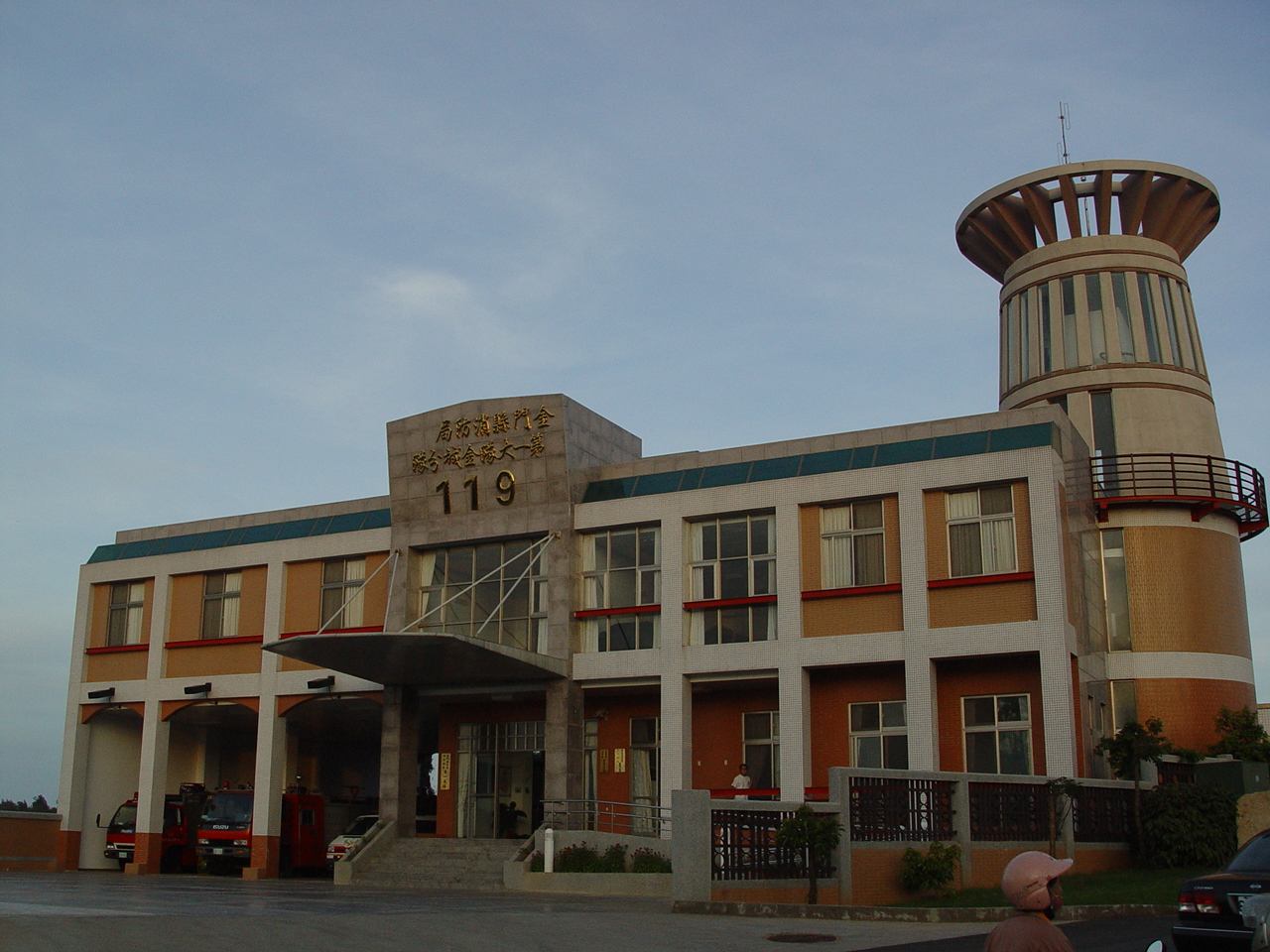
소방서
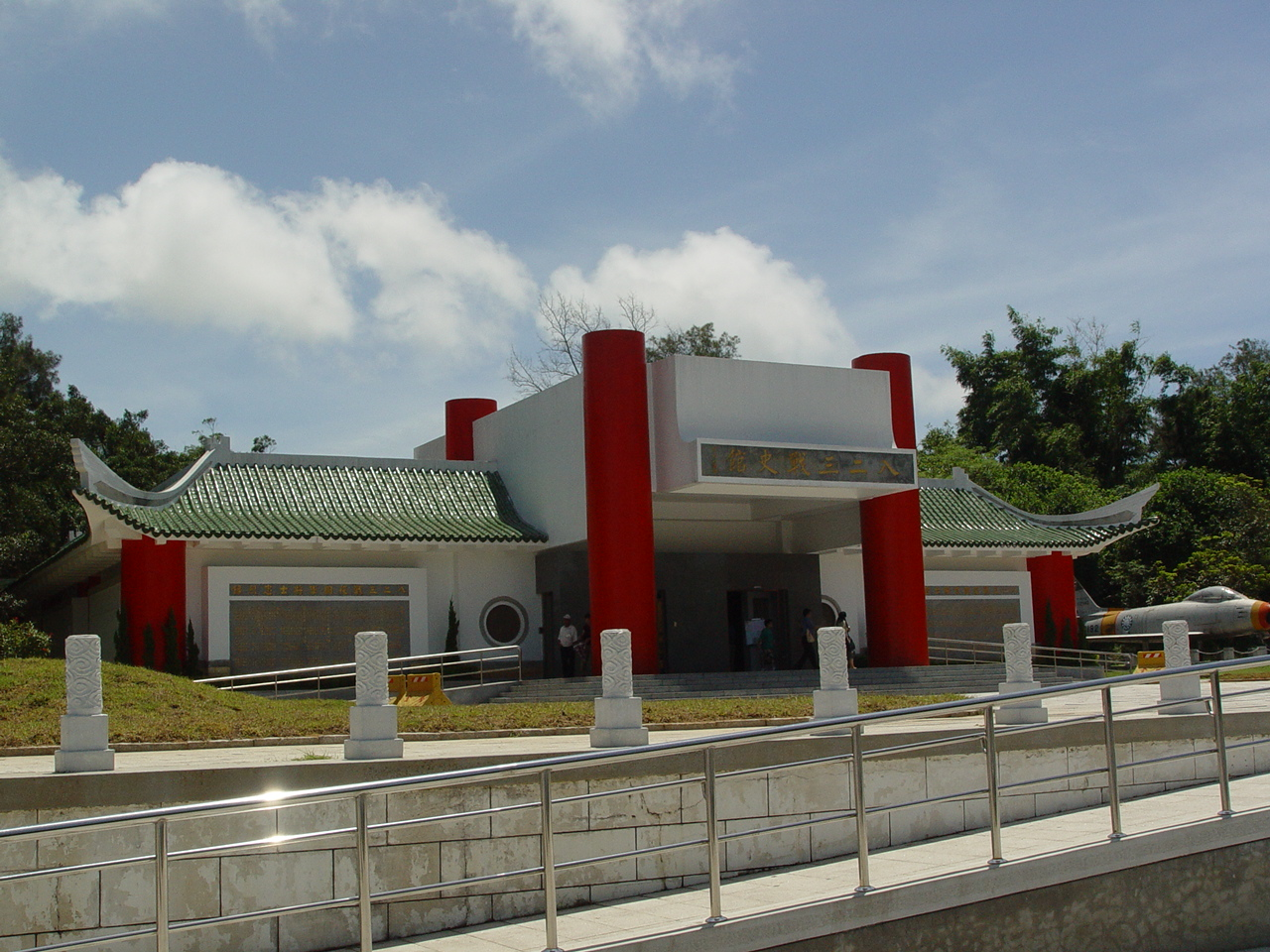
8.23 포격 전사관(戰史館)
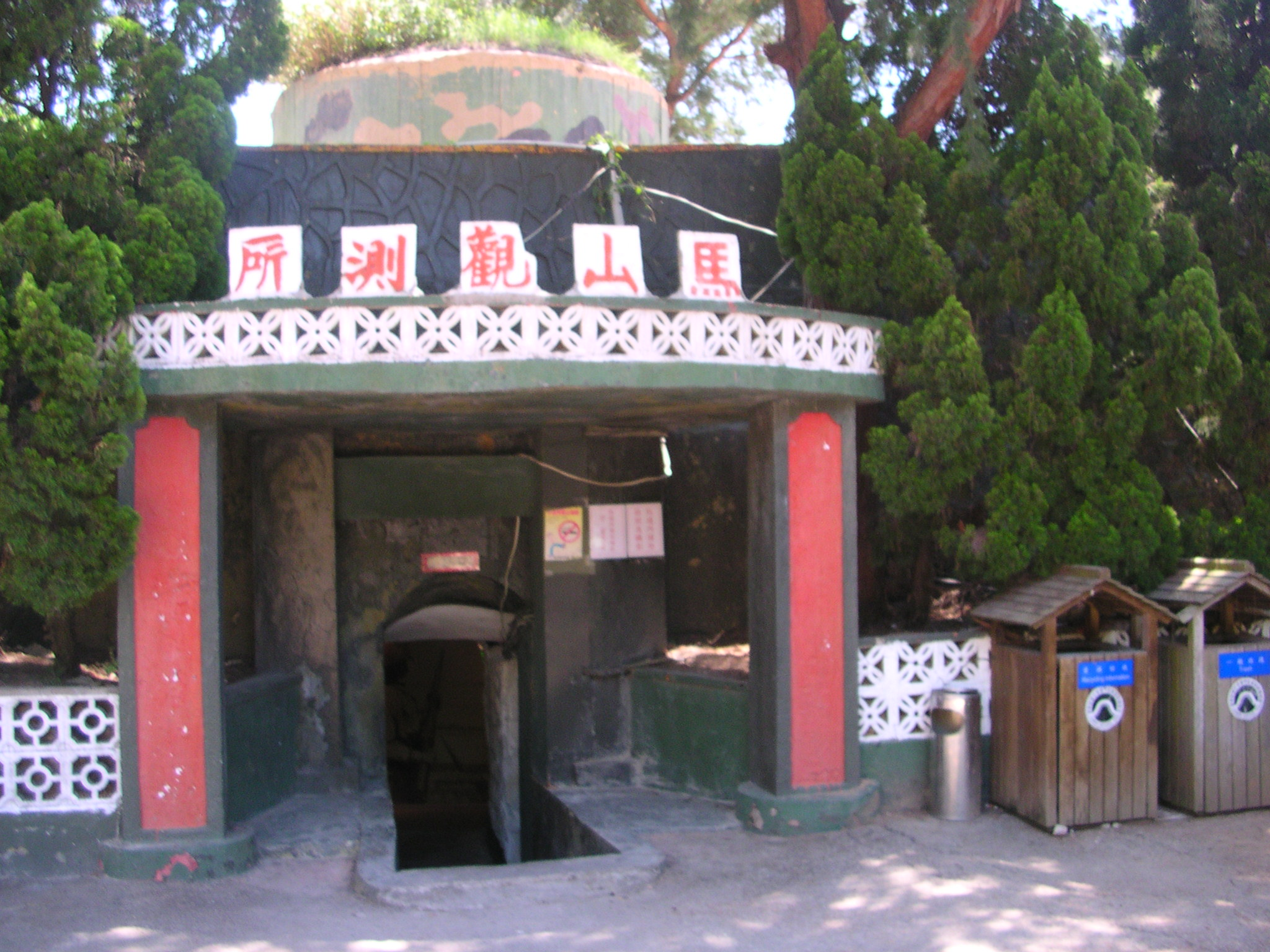
마산관측소

## 같이 보기
- 타이완
- 타이완의 역사
- 국공 내전
- 진먼 포격전
- 푸젠성 (중화민국)
- 마쭈 열도
- 푸젠성
- 취안저우시